# Anguillai labdarúgó-válogatott
A anguillai labdarúgó-válogatott Anguilla nemzeti csapata, amelyet a anguillai labdarúgó-szövetség (angolul: Anguilla Football Association) irányít. A CONCACAF-tag kis szigetország a világ egyik leggyengébb válogatottjával rendelkezik. A válogatott játékosbázisa főleg az angol alacsonyabb osztályú bajnokságokban szereplő félprofi, anguillai származású labdarúgókra épül.

## Korábbi mérkőzések 2008-ban
| Időpont           | Helyszín         | Ellenfél     | Eredmény | Kiírás       |
| ----------------- | ---------------- | ------------ | -------- | ------------ |
| 2008. február 6.  | San Salvador     | Salvador (i) | 0 – 12   | Vb-selejtező |
| 2008. március 26. | Washington (USA) | Salvador (s) | 0 – 4    | Vb-selejtező |

## Következő mérkőzések
Nincs pontos időpontra lekötött mérkőzésük.

## Világbajnoki szereplés
- 1930 – 1998: Nem indult.
- 2002 – 2018: Nem jutott be.

## CONCACAF-aranykupa-szereplés
- 1991 – 2002: Nem jutott be.
- 2003: Nem indult.
- 2005: Visszalépett.
- 2007: Nem jutott be.